# اچ‌ام‌ای شماره ۱
اچ‌ام‌ای شماره ۱ (به انگلیسی: HMA No. 1) یک کشتی هوایی ساختِ کارخانهٔ ویکرز در کشور بریتانیا است. نخستین استفاده‌کنندهٔ این کشتی هوایی نیروی دریایی پادشاهی بریتانیا بوده‌است.